# Jacek Wojciech
Jacek Wojciech (ur. 27 lutego 1952 w Chorzowie) – polski duchowny katolicki, w latach 1992–2001 rektor Wyższego Śląskiego Seminarium Duchownego w Katowicach.
W latach 2001–2009 proboszcz Parafii św. Jerzego w Mszanie, doktor teologii, kapelan Jego Świątobliwości.
Pochodzi ze wsi Wyry w powiecie mikołowskim.
Po ukończeniu Śląskich Technicznych Zakładów Naukowych w Katowicach wstąpił do Wyższego Śląskiego Seminarium Duchownego w Krakowie. Święcenia kapłańskie przyjął 23 marca 1978 roku. Wcześniej uzyskał tytuł magistra teologii na podstawie pracy: Znaki czasu w świetle nauki Soboru Watykańskiego II. Pracę napisał pod kierunkiem ks. dra Michała Kaszowskiego.
Po święceniach został wikariuszem parafii św. Szczepana w Bogucicach (Katowice) (1978–1981), Najświętszego Serca Pana Jezusa w Bronowie (11 VI–31 VII) i Trójcy Przenajświętszej w Kochłowicach (1981–1982). Równocześnie podjął dalsze studia na Papieskim Wydziale teologicznym w Krakowie, uzyskując w 1981 roku licencjat na podstawie pracy pt. Zagadnienia diakonatu w Konstytucji Lumen Gentium, którą napisał pod kierunkiem ks. doc. Adama Kubisia. Następnie podjął pracę we Francji jako wychowawca w Polskim Seminarium Duchownym w Paryżu (w latach 1982–1987). Następnie kontynuował studia w Instytucie Katolickim w Paryżu, które uwieńczył doktoratem pt. Wiara jako dialog. Wprowadzenie do teologii Josepha Ratzingera. Po studiach wrócił do Polski i został wikariuszem parafii św. Anny w Janowie (Katowice) i katechetą w VI Liceum Ogólnokształcącym w Katowicach Szopienicach (1991–1992). Następnie został rektorem WŚSD W Katowicach i jego wykładowcą (teologia domatyczna). Z dniem 26 lipca 2009 rozpoczął posługę proboszcza w Parafii pw. Matki Bożej Królowej Różańca Świętego w Łaziskach Górnych.